# Södra Hultarp
Södra Hultarp är en by i Hallaröds socken, Höörs kommun, belägen mellan Höör och Röstånga.

## Södra Hultarp naturreservat
I Södra Hultarp finns ett naturreservat som omfattar en yta av 23 hektar, bildat 1979, och ligger mycket nära naturreservatet Allarps bjär. Naturreservatet är ett lövskogsområde med bok och avenbok som huvudsaklig vegetation, och inslag av björk, hassel, ek, al och ask.